# Park Jung-ah
Park Jung-ah (hangul: 박정아; hanja: 朴廷娥; rr: Bag Jeong-ah, nascida em 24 de fevereiro de 1981), é uma artista sul-coreana. Ela foi integrante do grupo feminino Jewelry.

## Carreira
Jungah graduou-se na Dongduk Women's University, tendo conseguido
um diploma de bachael em Musicologia Aplicada.
Em 2001, fez sua estreia como líder do girl group Jewelry. Em 2003, ela fez sua estreia como atriz e desde então, apareceu em vários filmes e dramas.
Desde que Jewelry entrou em hiatos, Jungah teve a oportunidade de estrear como artista solo. Seu primeiro álbum, Yeah, foi lançado no outono de 2006. A faixa título foi produzida e escrita pelos produtores americanos Ian (iRok) Scott e Mark (MJ) Jackson. Para se afastar da imagem dada pelo Jewelry, ela cantou este single ao vivo em todas as suas apresentações, o que fez com que a música alcançasse uma boa colocação nos gráficos.
Entre 2006 e 2009, ela apresentou seu próprio programa de radio, On a Starry Night.
Em 2013, Jungah não renovou seu contrato com a Star Empire e assinou um novo contrato com a WM Company. A parceria foi anunciada no dia 10 de maio de 2013.
Em junho de 2014, Jungah disponibilizou a música ''Because of You'', que faz parte da trilha sonora do drama Doctor Stranger.
No dia 15 de dezembro de 2015, Jellyfish Entertainment disponibilizou o álbum ''Jelly Christmas 2015 - 4랑'', que contou com a música ''Love In The Air (Hangul: 사랑난로)''. A música contou com a participação de Park Jung Ah, Seo In Guk, VIXX e Park Yoon Ha. A música alcançou o décimo quarto lugar no gráfico digital do Gaon.
Park participou do projeto de inverno ''Jelly Christmas 2016'' da Jellyfish Entertainment, com seus colegas de gravadora Seo In-guk, VIXX, Gugudan, Park Yoon-ha, Kim Gyu-sun, Kim Ye-won e Jiyul. A faixa título, Falling (em coreano:  니가 내려와), foi disponibilizada digitalmente no dia 13 de dezembro de 2016.

## Vida pessoal
Em agosto de 2009, foi anunciado que Jungah havia entrado em um relacionamento com Gil Seong Joon do Leessang. A relação foi mantida em segredo por ambos e por suas agências para evitar muita publicidade e atenção. Em fevereiro de 2011, o relacionamento chegou ao fim devido a agenda cheia de ambos.
Jungah foi diagnosticada com tumor na tireoide, tendo realizado uma cirurgia para a remoção do tumor cancerígeno em maio de 2013.
No dia 15 de maio de 2016, Jungah se casou com o jogador de golf Jeon Sang Woo.

## Filmografia

### Filme
| Ano  | Título           | Papel             |
| ---- | ---------------- | ----------------- |
| 2003 | Madeleine        | Hong Sung-hae     |
| 2005 | Murder, Take One | Han Moo hyun sook |
| 2008 | Frivolous Wife   | Cheon Yeon-soo    |

### Dramas
| Ano  | Título                                       | Papel                      |
| ---- | -------------------------------------------- | -------------------------- |
| 2004 | When a Man Loves a Woman                     | In-hye                     |
| 2010 | Prosecutor Princess                          | Jenny Ahn                  |
| 2010 | Smile Again                                  | Yoon Sae-wa                |
| 2011 | The Woman from the Olle Road (Drama Special) | Kim Young-joo              |
| 2011 | My One and Only                              | Cha Do-hee                 |
| 2012 | Seoyoung, My Daughter                        | Kang Mi-kyung              |
| 2013 | My Love From The Star                        | Sem Seo-young (Episódio 4) |
| 2014 | Noblewoman                                   | Lee Mi-na                  |
| 2015 | Oh My Ghostess                               | Lee So-hyung               |
| 2015 | Glamorous Temptation                         | Lee Se-young               |

### Programas de televisão
| Ano  | Emissora  | Programa                 |
| ---- | --------- | ------------------------ |
| 2002 | MTV Korea | Live Wow!                |
| 2003 | KBS 2TV   | Music Bank               |
| 2003 | MBC TV    | Time Machine             |
| 2003 | SBS TV    | TV Entertainment Tonight |
| 2009 | MBC TV    | Show Your Mind           |

### Shows de rádio
| Ano  | Emissora | Programa           |
| ---- | -------- | ------------------ |
| 2003 | KBS FM   | I Like Radio       |
| 2006 | MBC FM   | On a Starry Night  |
| 2015 | MBC FM   | Moonlight Paradise |

## Discografia

### Álbuns de Estúdio
- Yeah (disponibilizado à venda no dia 25 de agosto de 2006).

### Colaborações
| Ano  | Título                       | Melhor Posição Nos Gráficos | Outro(s) Artista(s)                                                     | Álbum                      |
| Ano  | Título                       | KOR                         | Outro(s) Artista(s)                                                     | Álbum                      |
| ---- | ---------------------------- | --------------------------- | ----------------------------------------------------------------------- | -------------------------- |
| 2015 | "Love In The Air" (사랑난로) | 14                          | Seo In-guk, VIXX, Park Yoon-ha                                          | Jelly Christmas 2015 - 4랑 |
| 2016 | "Falling" (니가 내려와)      | 34                          | Seo In-guk, VIXX, Gugudan, Park Yoon-ha, Kim Gyu-sol, Kim Ye-won, Jiyul | Jelly Christmas 2016       |

## Prêmios e indicações
| Ano  | Prêmio                 | Categoria                 | Trabalho nomeado      | Resultado | Referência |
| ---- | ---------------------- | ------------------------- | --------------------- | --------- | ---------- |
| 2003 | 20th Model Line        | Korea Best Dresser        |                       | Venceu    |            |
| 2003 | Korea Music Award      | This Year's Singer        |                       | Venceu    |            |
| 2004 | SBS Drama Awards       |                           | When Man Love         | Venceu    |            |
| 2005 | KBS K-Pop Awards       | This Year's Singer        |                       | Venceu    |            |
| 2006 | Mnet KM Music Festival | Best Female Artist        | "Yeah"                | Indicado  | [ 19 ]     |
| 2007 | MBC Drama Awards       | Excellence Award in Radio | On a Starry Night     | Venceu    |            |
| 2011 | KBS Drama Awards       | Best Supporting Actress   | Smile Again           | Venceu    | [ 20 ]     |
| 2012 | KBS Drama Awards       | Best Supporting Actress   | Seoyoung, My Daughter | Indicado  |            |